# Дюбдаль, Бодиль
Бодиль Паулина Дюбдаль (дат. Bodil Pauline Dybdal; 1901—1992) — датский адвокат. Проработав секретарём городского суда Копенгагена в 1933 году, она была назначена министерским секретарём при Карле Кристиане Стёйнке в Министерстве юстиции Дании. После службы в качестве муниципального судьи в 1953 году она стала первой женщиной в Дании, которая работала судьёй в Верховном суде Дании, и занимала эту должность до тех пор, пока не вышла на пенсию в 1970 году.

## Биография
Бодиль Паулина Дюбдаль родилась в Копенгагене 25 марта 1970 года в семье мэра и начальника полиции Теодора Дюбдаля (1856—1939) и Альмы Грове Расмуссен (1871—1951). В 1970 году она вышла замуж за судью Верховного суда Йенса Кристиана Андерсена Херфельта (1894—1972).
После окончания школы Н. Захле в 1920 году Дюбдаль изучала право в Копенгагенском университете, который окончила в 1926 году. Она продолжала работать секретарём в Верхнем президиуме Копенгагена, где с 1930 по 1932 год она также была его доверенным лицом. В 1933 году Дюбдаль перешла на работу в Министерство Юстиции, где в 1935 году стала первой женщиной, занявшей пост министра-секретаря. Она также занимала должность секретаря прокурора амта. В 1940 году Дюбдаль стала судьей муниципального суда Копенгагена, а в 1949 году — Верховного суда Восточной Дании, одного из двух высших судов страны. В 1953 году Дюбдаль стала первой женщиной, получившей должность судьи Верховного суда Дании, которую она занимала до достижения пенсионного возраста в 1970 году. Тем не менее она продолжала работать в качестве члена Постоянной палаты третейского суда в Гааге до 1976 года.
Дюбдаль также занималась и иной юридической деятельности, включая участие в деле организации тюрем (1946—1950), в деле о законе о суде (1949—1955), в комиссии по защите детей (1949—1955) и комиссии по уголовному праву (1950—1953). После того, как она возглавила комиссию по страховым компаниям в 1953 году, она стала членом правления Датской ассоциации судей (1954—1959).
Бодиль Дюбдаль умерла в Копенгагене 4 июня 1992 года.

## Награды
В 1951 году Дюбдаль была одной из первых женщин, удостоенных ордена Даннеброг. В 1954 году она получила степень рыцаря первого класса, в 1958 году — командора, в 1967 году — командора 1-го класса, а в 1971 году получила большой крест.